# Elzerina badia
Elzerina badia är en mossdjursart som beskrevs av Gordon 1984. Elzerina badia ingår i släktet Elzerina och familjen Flustrellidridae. Inga underarter finns listade i Catalogue of Life.